# Zugreni, Suceava
Cătunul Zugreni este o localitate situată pe malul drept al râului Bistrița, la limita dintre comunele Dorna-Arini și Crucea. În prezent este înglobat în satul Sunători
Zugrenii au ființat ca sat până în 1925, când au fost incluși în satul Sunători. În prezent, în amplasament s-a dezvoltat o zonă turistică în jurul cabanei Zugreni.  

## Legături externe
- Dorna Arini